# Liste der Kulturdenkmale in Benndorf
In der Liste der Kulturdenkmale in Benndorf sind alle  Kulturdenkmale der Gemeinde Benndorf und ihrer Ortsteile aufgelistet. Grundlage ist das Denkmalverzeichnis des Landes Sachsen-Anhalt, das auf Basis des Denkmalschutzgesetzes des Landes Sachsen-Anhalt vom 21. Oktober 1991 durch das Landesamt für Denkmalpflege und Archäologie Sachsen-Anhalt erstellt und seither laufend ergänzt wurde (Stand: 31. Dezember 2024).

## Kulturdenkmale nach Ortsteilen

### Benndorf
| Lage                                                                                      | Bezeichnung              | Beschreibung | Erfassungs- nummer | Ausweisungsart | Bild            |
| ----------------------------------------------------------------------------------------- | ------------------------ | --- | ------------------ | -------------- | --------------- |
| südlich, in der Mitte und nördlich des Ortes (Karte)                                      | Haldenlandschaft         | Lichtlochhaldenzug Froschmühlen-Stollen | 107 40068          | Baudenkmal     | BW              |
| südlich und östlich der Ortslage (Karte)                                                  | Haldenlandschaft         | Lichtlochhaldenzug Schlüssel-Stollen | 107 40075          | Baudenkmal     | BW              |
| (Karte)                                                                                   | Mansfelder Bergwerksbahn | ab 1880 angelegte Eisenbahnanlage, 2017 als Denkmal ausgewiesen | 094 30639          | Baudenkmal     | BW              |
| Adolf-Diesterweg-Straße 1                                                                 | Plastik                  | Plastik 2024 als Denkmal ausgewiesen | 094 19011          | Baudenkmal     |                 |
| Chausseestraße (Karte)                                                                    | St.-Katharina-Kirche     | Kirche Die evangelische Kirche St. Katharinen ist eine kleine Kirche im Stil der Neogotik. Erbaut wurde die Kirche im Jahre 1823. Es ist ein Saalbau mit einem Dachreiter im Westen und einem dreiseitigen Ostschluss. Im Inneren befindet sich eine achteckige Taufe aus Naturstein, die Taufe stammt aus dem Jahr 1517. Weiter befinden sich eine Hufeisenempore im Inneren und ein Kruzifix aus der Kirche St. Andreas in Lutherstadt Eisleben. Zu der Kirche gehören ein Kirchhof und ein Denkmal für die Gefallenen des Ersten Weltkrieges. | 094 75579          | Baudenkmal     | Weitere Bilder  |
| Chausseestraße Ecke Hermannstraße, Wilhelmstraße, Ringstraße, Siebigeröder Straße (Karte) | Pumpe                    | Pumpe | 094 75576          | Baudenkmal     | Pumpe           |
| Chausseestraße 34 (Karte)                                                                 | Pfarrhof                 | evangelisches Pfarramt | 094 75578          | Baudenkmal     | BW              |
| Hauptstraße 1 (Karte)                                                                     | Villa                    | | 094 18022          | Baudenkmal     | BW              |
| Hauptstraße 10 Mansfelder Mulde, Haldenlandschaft (Karte)                                 | Eisenbahnanlage          | Mansfelder Bergswerksbahn, Bahnwerkstatt Klostermansfeld | 094 76506          | Baudenkmal     | Eisenbahnanlage |
| Hauptstraße 12, 13, 15 zur Ortslage Benndorf gehörig (Karte)                              | Bahnhof                  | Bahnhof Klostermansfeld | 094 76316          | Baudenkmal     | Bahnhof         |
| Schulplatz 2 obere Seite des Platzes (Karte)                                              | Schule                   | Schule | 094 75577          | Baudenkmal     | Schule          |
| Steigerstraße 1                                                                           | Wandbild                 | Wandbild 2024 als Denkmal ausgewiesen | 094 18996          | Baudenkmal     |                 |
| Steigerstraße 1                                                                           | Wandbild                 | Wandbild 2024 als Denkmal ausgewiesen | 094 19000          | Baudenkmal     |                 |

## Legende
In den Spalten befinden sich folgende Informationen:
- Lage: Nennt den Straßennamen und wenn vorhanden die Hausnummer des Kulturdenkmals. Die Grundsortierung der Liste erfolgt nach dieser Adresse. Der Link „Karte“ führt zu verschiedenen Kartendarstellungen und nennt die geographischen Koordinaten.
Link zu einem Kartenansichtstool, um Koordinaten zu setzen. In der Kartenansicht sind Baudenkmale ohne Koordinaten mit einem roten bzw. orangen Marker dargestellt und können in der Karte gesetzt werden. Baudenkmale ohne Bild sind mit einem blauen bzw. roten Marker gekennzeichnet, Baudenkmale mit Bild mit einem grünen bzw. orangen Marker.
- Offizielle Bezeichnung: Nennt den Namen, die Bezeichnung oder zumindest die Art des Kulturdenkmals und verlinkt, soweit vorhanden, auf den Artikel zum Objekt.
- Beschreibung: Nennt bauliche und geschichtliche Einzelheiten des Kulturdenkmals, vorzugsweise die Denkmaleigenschaften.
- Erfassungsnummer: Für jedes Kulturdenkmal wird in Sachsen-Anhalt eine 20stellige Erfassungsnummer vergeben. Die letzten zwölf Ziffern werden für die Untergliederung nach Teilobjekten genutzt und werden nur angegeben, soweit vergeben. In dieser Spalte kann sich folgendes Icon  befinden, dies führt zu Angaben zu diesem Baudenkmal bei Wikidata.
- Ausweisungsart: Die Einordnung des Denkmales nach § 2 Abs. 2 DenkmSchG LSA
- Bild: Ein Bild des Denkmales, und gegebenenfalls einen Link zu weiteren Fotos des Kulturdenkmals im Medienarchiv Wikimedia Commons. Wenn man auf das Kamerasymbol klickt, können Fotos zu Kulturdenkmalen aus dieser Liste hochgeladen werden: